# Церква Преображення (Козлятьєво)
Церква Преображення — пам'ятка дерев'яної архітектури Російської імперії другої половини XVIII століття, розташована в місті Суздаль.

## Історія
Дерев'яний храм походить з села Козлятьєво (Кольчугінський район, Владимирська область). Споруда датована 1756 роком, коли закінчили її будівництво. 1965 року храм розкатали на колоди і перевезли в Суздаль.
Метою було збереження храму і створення пам'яток-експонатів в маленькому містечку Суздаль, яке уряд готував до унікальної ролі російського історико-фольклорного музею для іноземців неподалік від Москви. Водночас в СРСР в 1960-ті роки розпочалася чергова кампанія по висадженню в повітря зберігшихся кам'яних храмів після Другої світової війни на територіях всіх національних республік.
Храм реставровано і відновлено на новому місці архітектором В. М. Анісімовим.

## Опис споруди

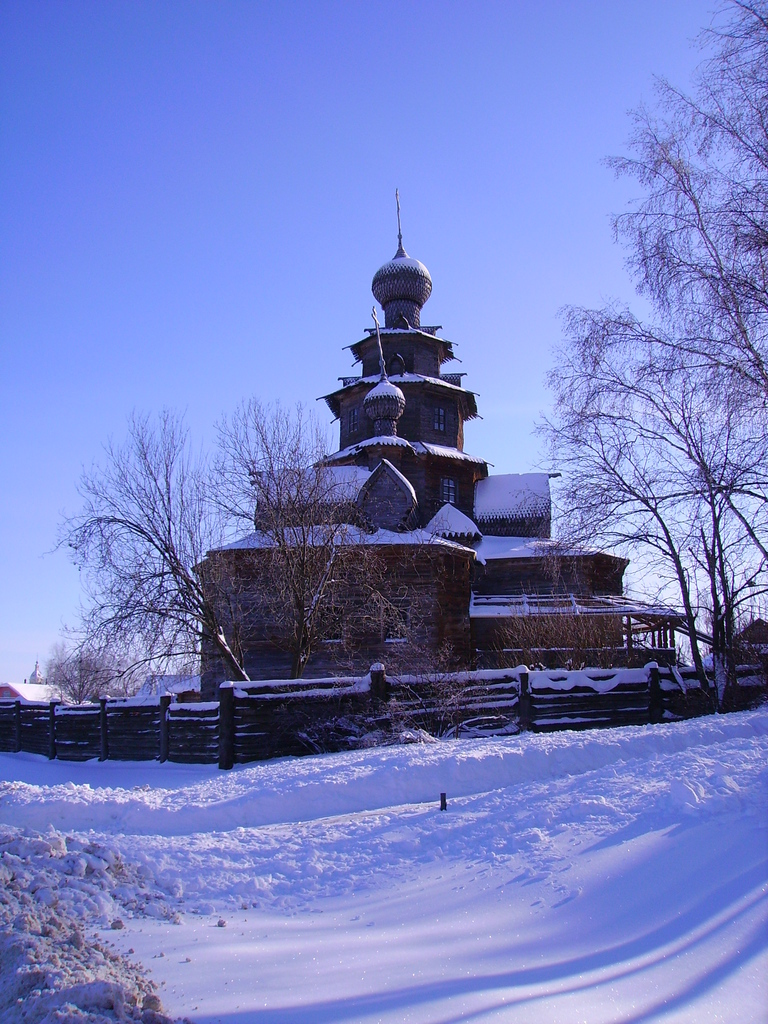

В основі композиції — четверик, на якому створено три яруси восьмерика, що зменшуються вгору. Церква збільшена за рахунок бічних прибудов та трапезної. Трапезна оточена з трьох боків відкритою галереєю-гульбищем. Зі сходу створена гранчата абсида, крита бочкою. Бічні прибудови криті дошками і ускладнені перпендикулярними бочками та банями з цибулинками, кути прибудов — скошені. Дахи на ярусах теж прикрашені малими видовженими бочками без бань, всі криті ґонтом. Храм справляє чудернацьке враження, бо колоди ретельно оброблені на прямокутні бруси, що зменшило зовнішню виразність дерев'яних фасадів. Силует храму висотний, пірамідальний, але негармонійний через наявність дрібних об'ємів, бочок різних розмірів тощо. Більш цілісне враження справляє східний фасад. У церкві відновлено іконостас. Навколо храму відновили також паркан з колод.

## Галерея

widths=160
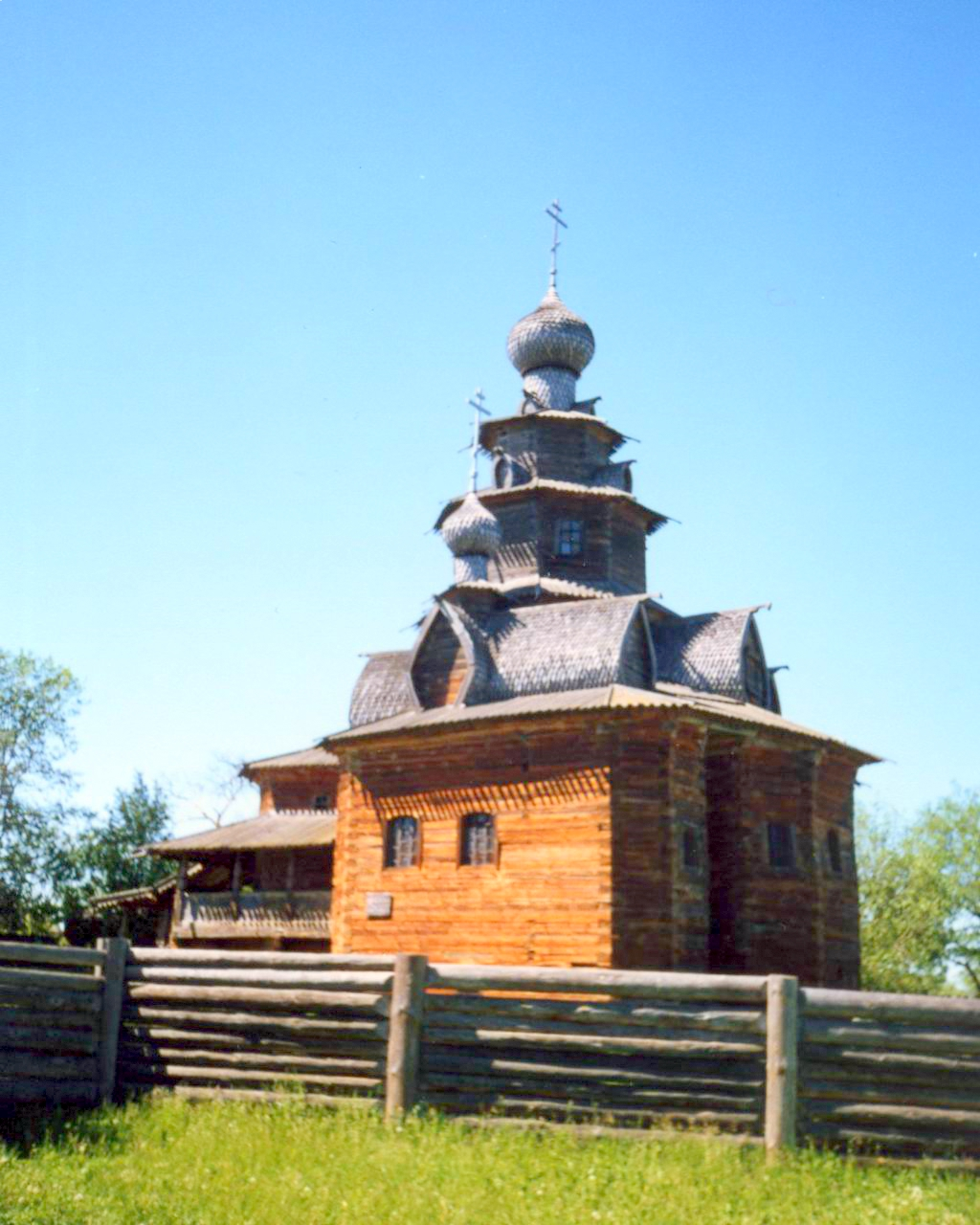
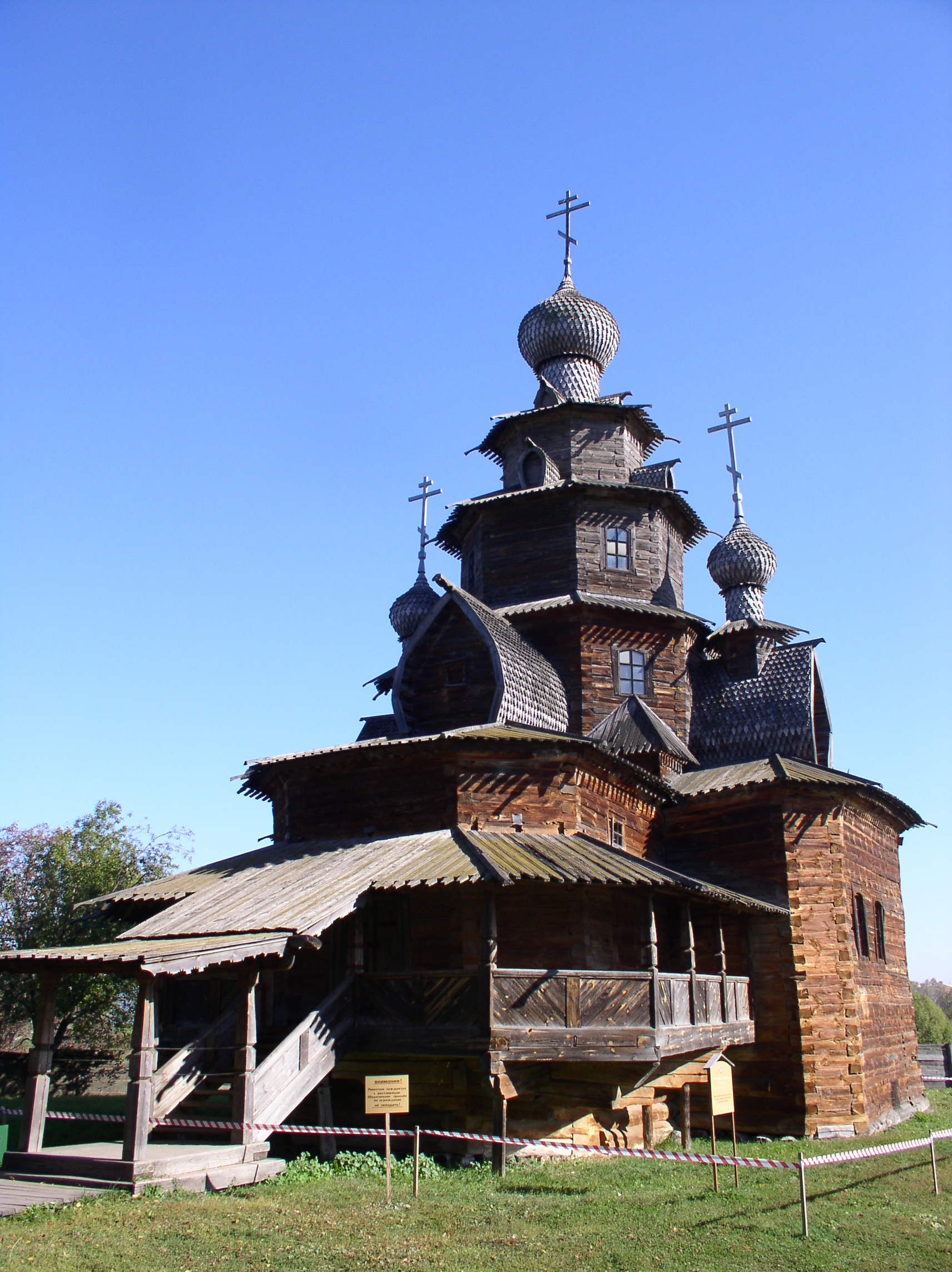
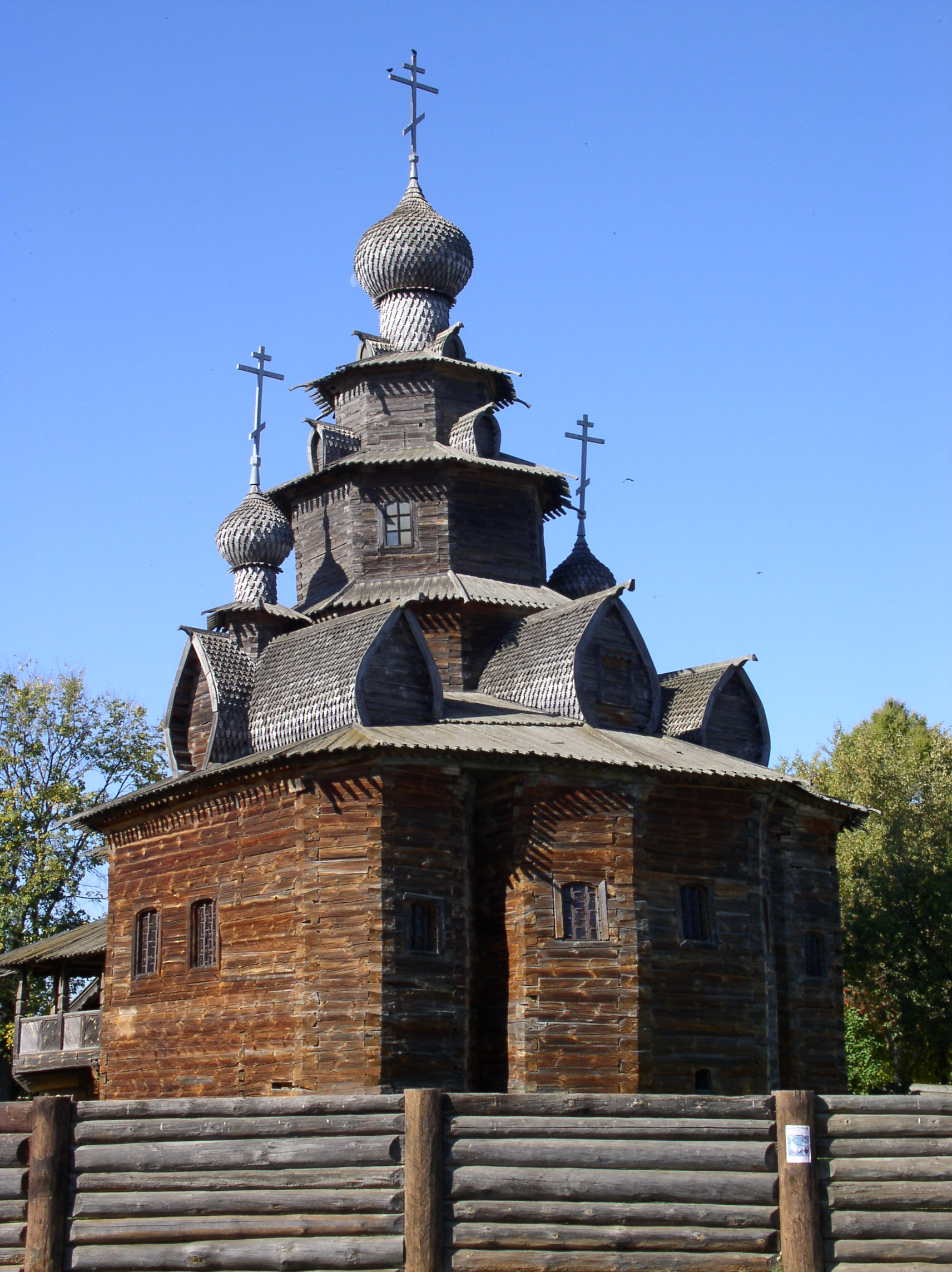
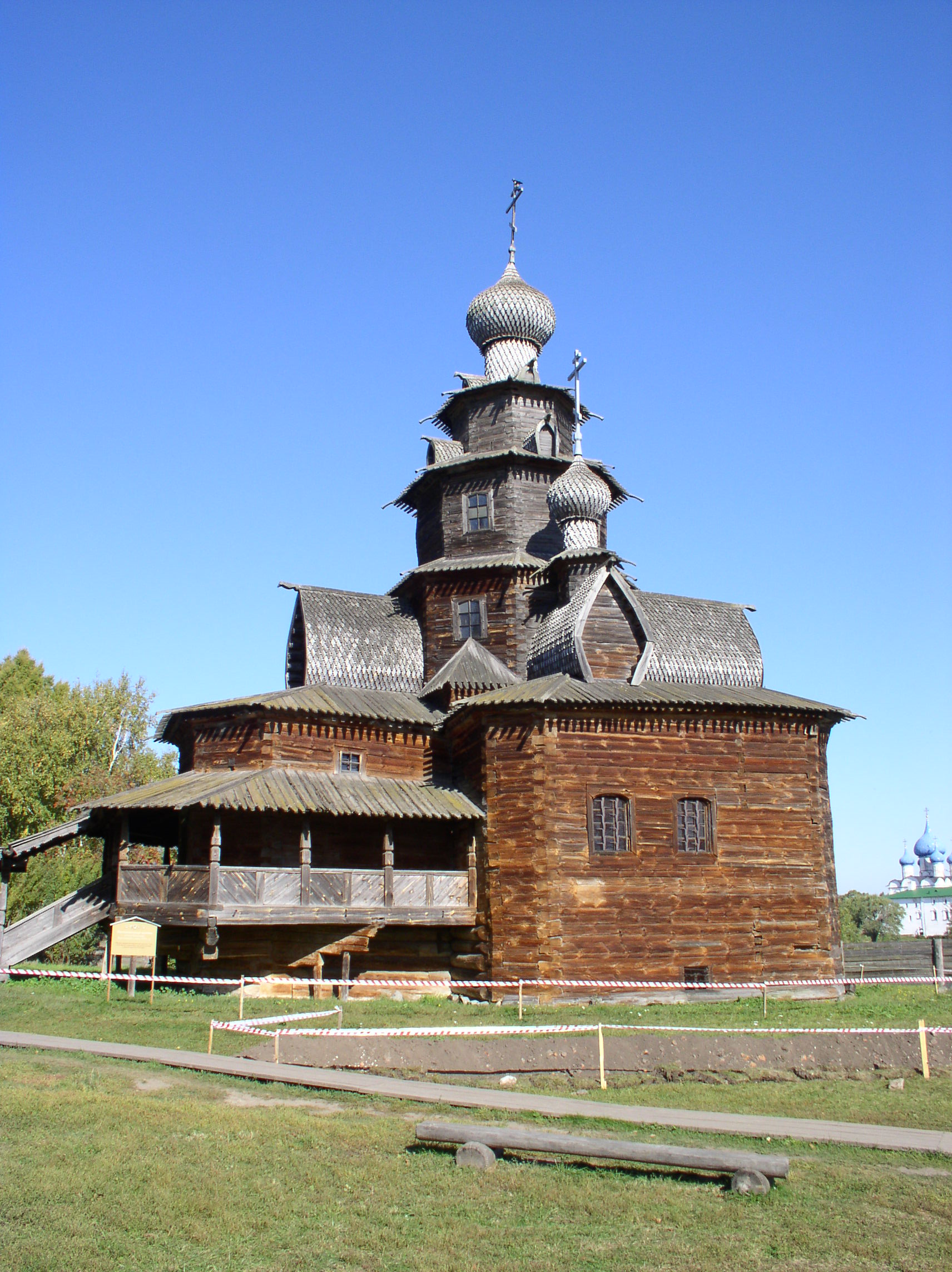